# Вовк, Юрий Богданович
Юрий Богданович Вовк (род. 11 ноября 1988, Львов) — украинский шахматист, гроссмейстер (2008). Выпускник ЛНУ им. Ивана Франко.
Победитель 13-го командного чемпионата Украины (2006) в г. Алуште (команда ЛНУ им. Ивана Франко).
Победитель командного чемпионата Словакии (2011/2012; команда «7 Statočných», г. Кошице).
Победитель известного опен-турнира в Каппель-ля-Гран (Франция, 2009).
14 октября 2015 года стал десятым на чемпионате мира по блицу.
Старший брат украинского шахматного гроссмейстера Андрея Вовка.

## Изменения рейтинга
| Графики недоступны из-за технических проблем. См. информацию на Фабрикаторе и на mediawiki.org. |